# Schweinitz (Fläming)
Schweinitz (Fläming) este o comună din landul Saxonia-Anhalt, Germania.